# Angela Melillo
Angela Melillo, née le 20 juin 1967 à Rome, est une danseuse et actrice italienne.

## Biographie
Angela Melillo commence sa carrière dans le monde du spectacle en tant que danseuse, pour devenir, dans les années 2000, actrice de cinéma, de théâtre, et de télévision. De 2006 à 2013, elle est mariée avec le restaurateur Ezio Bastianelli, avec lequel elle a une fille, Mia.

## Filmographie

### Cinéma
- 2009 : Impotenti esistenziali de Giuseppe Cirillo
- 2016 : Al posto tuo de Max Croci

### Télévision
- 2000 : La casa delle beffe (minisérie télévisée - Canale 5)
- 2003 : La palestra (téléfilm - Canale 5), rôle : Valentina
- 2005 : Il maresciallo Rocca 5 (série télévisée, 2 épisodes - Rai 1), rôle : Elena Neccini
- 2006 : Sottocasa (série télévisée - Rai 1), rôle : Tiziana Palme
- 2006 : Un sacré détective (Don Matteo, série télévisée, 1 épisode), rôle : Marina
- 2007 : La figlia di Elisa - Ritorno a Rivombrosa (mini-série télévisée, 8 épisodes - Canale 5) - rôle : Principessa Luisa di Carignano

## Théâtre
- Tre Tre Giù Giulio de Pier Francesco Pingitore
- La Vedova Allegra de Gino Landi (it)
- Troppa Trippa de Pier Francesco Pingitore
- Crem Caramel de Pier Francesco Pingitore
- Mavaffallopoli de Pier Francesco Pingitore
- Tutte pazze per Silvio de Pier Francesco Pingitore
- Romolo e Remolo de Pier Francesco Pingitore
- Facce ride show de Pier Francesco Pingitore
- Miracolo a teatro de Gaetano Liguori
- Fashion e confucion de Paolo Mellucci
- 2012-2015 : 5 Donne e 1/2, écrit et dirigé par Piero Moriconi
- 2016-2017 : Una Fidanzata per Papà, écrit et dirigé par Piero Moriconi, avec Sandra Milo, Savino Zaba (it), Moreno Amantini, Valentina Paoletti et Stefano Antonucci
- 2018 : Lo zio di città, écrit et dirigé par Piero Moriconi, avec Andrea Roncato, Daniela Terreri, Moreno Amantini et Virginia Fioravanti